# Übermensch
Übermensch (lateinisch homo superior) ist ein Begriff des philosophischen Denkens. Als Übermensch wird ein „Idealmensch“ bezeichnet, der über das gewöhnliche Leben eines als normal und meist negativ bewerteten Menschen hinausgewachsen ist oder hinausstrebt. Die weitaus bekannteste Übermensch-Konzeption stammt von Friedrich Nietzsche.

## Begriffsgeschichte vor Nietzsche
Die früheste Prägung des Wortes Übermensch ist als „hyperanthropos“ bekannt und wurde schon im 1. Jahrhundert v. Chr. von Dionysios von Halikarnassos benutzt. Lukian verwendete im 2. Jahrhundert n. Chr. den Begriff, allerdings zum Spott auf die großen Herren der Welt, die im Totenreich auf ihre natürliche Größe zurechtgestutzt würden. In deutscher Sprache tauchte der Übermensch erstmals bei Hermann Raab, Provinzial der sächsischen Dominikanerprovinz, 1527 in einem Brief auf, wo er so etwas wie ein Schimpfwort für „Lutheraner“ ist, die das Reich Gottes rein geistig auffassen würden.
Der Übermensch spielt in Dantes Göttlicher Komödie eine zentrale Rolle. Das Hapax legomenon transumanar (Wortschöpfung Dantes, aus lat. trans, „hindurch“, „über … hinweg“ und umano, „menschlich“, als Verbum (hier) jedoch das „Übermenschlichen“) wird besonders im Paradiso (erwähnt in Canto I, 70) zu einem Hauptmotiv. Analogien lassen sich in der verhängnisvollen Vergöttlichung des Glaukos finden. In Ovids Metamorphosen (7, 219; 13, 898 - 14, 74) war Glaukos ein sterblicher Fischer, der durch Zufall ein magisches Kraut entdeckte, das ihn durch Verzehr unsterblich machte. Allerdings wuchsen ihm Brust- und Schwanzflossen, die Arme und Beine bildeten sich zurück. Dies zwang ihn, für immer im Meer zu leben. In Dantes Werk bedeutet das Übermenschliche nichts weniger als „den Status des Menschen, seine Daseinsbedingungen hinter sich zu lassen, auf dem Wege zum Göttlichen.“ Konkret bedeutet das aber, dass der normale Mensch (im Gegensatz zu dem Wanderer Dante) dieses Übermenschliche nicht im Diesseits, sondern erst im Jenseits erleben wird.

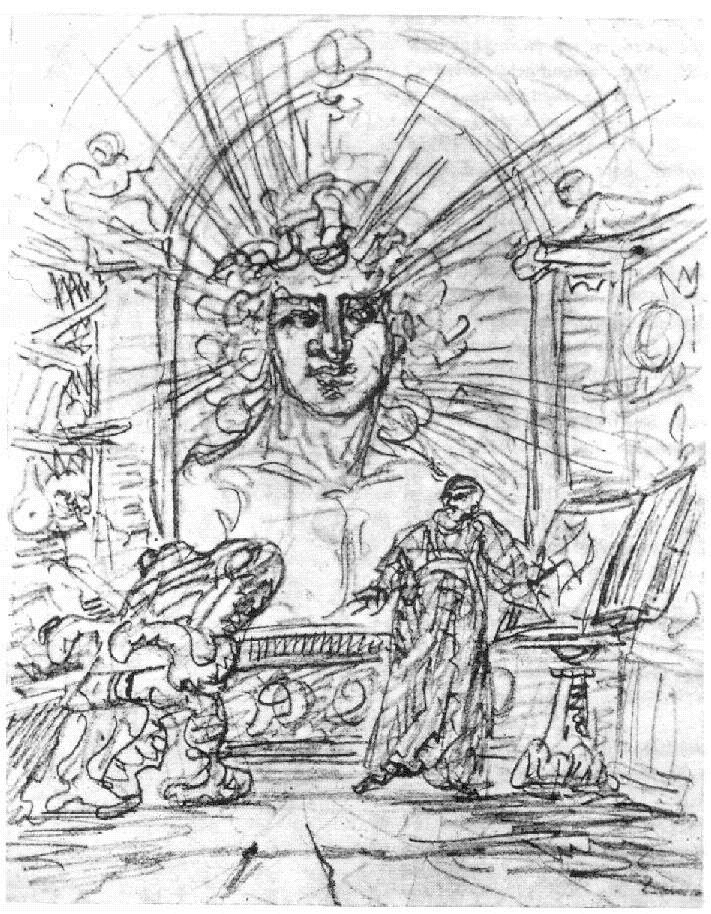
„Geschäftiger Geist, wie nah fühl ich mich Dir!“ (Faust, Illustration von Goethe)

Angeregt wurde Dante sicherlich von Schriften des Pseudo-Dionysius Areopagita (besonders die in lateinischen Übersetzungen häufig vorkommenden Ausdrücke super hominem, ultra hominum modum, superhumanus), aber auch Thomas von Aquin, Augustinus und schon Matthäus könnten sprachliche Anstöße gegeben haben. Bei Lukian noch heidnisch, wurde der Begriff „Übermensch“ erstmals in christlichem Sinne vom Propheten Montanus im 2. Jahrhundert verwendet.
Ernst Benz (1907–1978) legte ausführlich dar, dass der Terminus „Übermensch“ in der Theologie der Kirche weit entwickelt war, Jahrhunderte vor der heute üblichen antichristlichen „Umwertung“ durch Nietzsche.
Vom Übermenschen sprachen vor Nietzsche, jeweils mit unterschiedlichem Bedeutungsinhalt, unter anderem der Theologe Heinrich Müller in dem Werk Geistliche Erquickungsstunden (1664), oder Johann Gottfried von Herder. Johann Wolfgang von Goethe gebrauchte den Ausdruck, wiederum in spöttischem Sinn, in seiner Tragödie Faust I: „Welch erbärmlich Grauen fasst Übermenschen dich!“ sagt der Erdgeist. Faust sei eigentlich nur „ein furchtsam weggekrümmter Wurm“. Im Gedicht Zueignung schreibt Goethe:
 Kaum bist du Herr vom ersten Kinderwillen,

 So glaubst du dich schon Übermensch genug,

 Versäumst die Pflicht des Mannes zu erfüllen!

 Wie viel bist du von andern unterschieden?

 Erkenne dich, leb' mit der Welt in Frieden!
Im Roman Schuld und Sühne (1866) des russischen Schriftstellers Dostojewski ist die Vorstellung der Hauptfigur Raskolnikow Vorläufer der Idee von Nietzsche von einem zur Herrschaft berufenen „Übermenschen“. Raskolnikow, der davon träumt, ein Napoleon zu werden, hat sich einer Selbsttäuschung hingegeben. Er zerbricht an dem Versuch, als Übermensch die Funktion Gottes mit zu übernehmen, über Gut und Böse zu entscheiden. „Der wahre Meister“ des Verbrechens sei Napoleon, erkennt er an: „Ich bin genauso eine Laus wie die andere.“ Dostojewski verurteilte also das Gefühl der Macht und das individualistische Prinzip.

## Friedrich Nietzsche

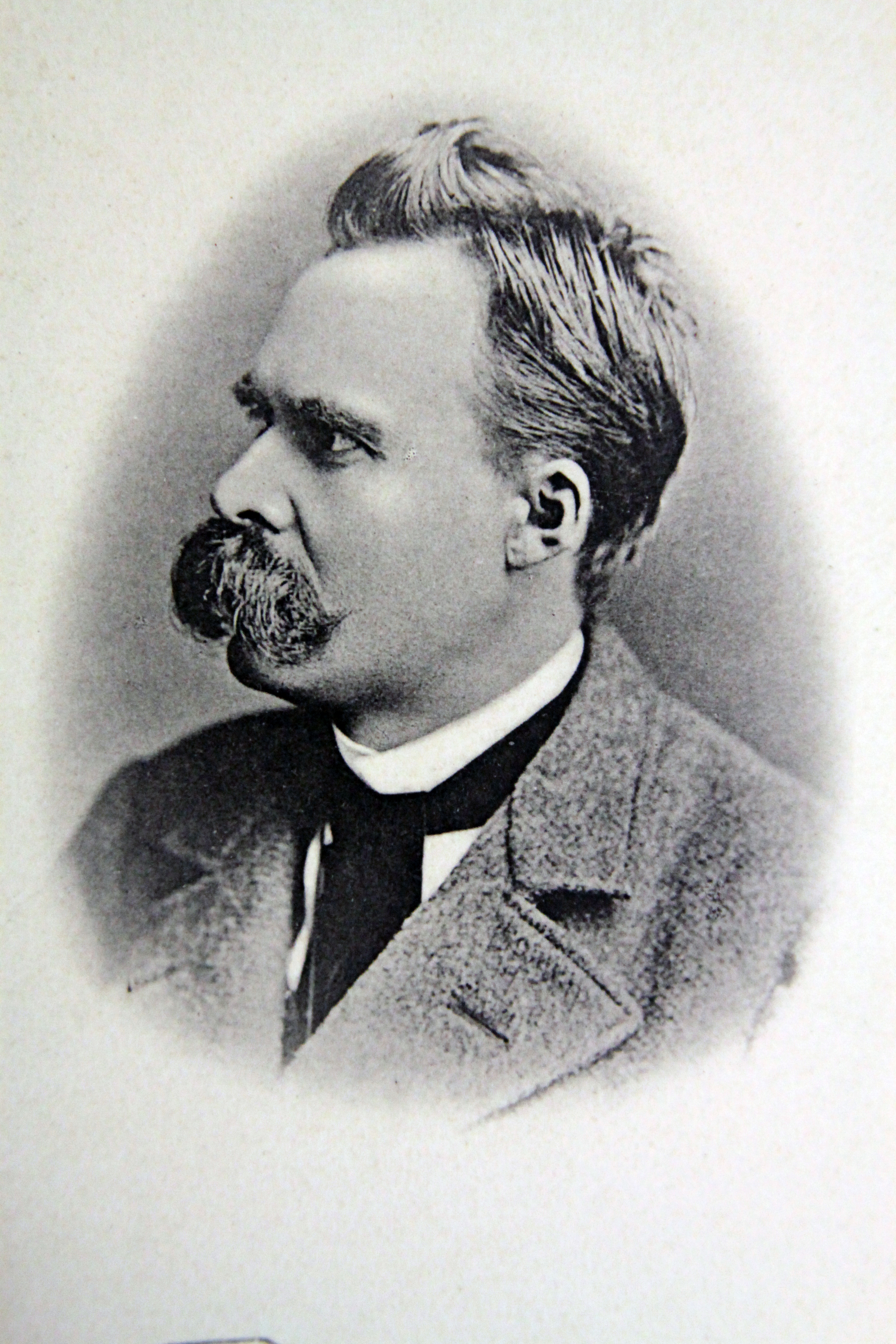
Friedrich Nietzsche (1844-1900)

Aus Sicht Friedrich Nietzsches ist es die Aufgabe des Menschen, einen Typus hervorzubringen, der höher entwickelt ist als er selbst. Diesen dem Menschen überlegenen Menschen nennt Nietzsche den Übermenschen – ein Begriff, der bei Nietzsche sowohl eine geistige als auch eine biologische Bedeutung hat. Nietzsche verwendet den Begriff Übermensch das erste Mal in seinen Jugendschriften in Bezug auf Lord Byron, der als „geisterbeherrschender Übermensch“ charakterisiert wird. In systematischer Weise taucht der Begriff des Übermenschen zuerst in seinem Werk Also sprach Zarathustra (1883–85) auf, auch wenn sein Konzept des Übermenschen schon in seinem Werk Menschliches, Allzumenschliches (1878) teilweise entwickelt ist. Nietzsche übernahm den Terminus vom französischen materialistischen Philosophen Helvétius, der vom homme supérieur geschrieben hatte.

### Immoralismus und Biologismus
Das Ziel der Menschheit liegt nach Nietzsche nicht in der Zukunft oder im allgemeinen Wohlergehen der derzeit bestehenden Gattung, sondern in den immer wieder auftretenden „höchsten Exemplaren“, eben den Übermenschen. Aus dieser philosophischen Position resultiert seine Ablehnung der „idealistischen“ Interpretation des Übermenschen und die positive Einschätzung gerade von immoralistischen und nach Größe strebenden Machtmenschen wie Alkibiades, Julius Cäsar, Cesare Borgia oder Napoléon Bonaparte. So schrieb er in Ecce homo (1888):

„Das Wort ‚Übermensch‘ zur Bezeichnung eines Typus höchster Wohlgeratenheit, im Gegensatz zu ‚modernen‘ Menschen, zu ‚guten‘ Menschen, zu Christen und andren Nihilisten – ein Wort, das im Munde eines Zarathustra, des Vernichters der Moral, ein sehr nachdenkliches Wort wird – ist fast überall mit voller Unschuld im Sinn derjenigen Werte verstanden worden, deren Gegensatz in der Figur Zarathustras zur Erscheinung gebracht worden ist: will sagen als ‚idealistischer‘ Typus einer höheren Art Mensch, halb ‚Heiliger‘, halb ‚Genie‘ […] Andres gelehrtes Hornvieh hat mich seinethalben des Darwinismus verdächtigt; selbst der von mir so boshaft abgelehnte ‚Heroen-Kultus‘ jenes großen Falschmünzers wider Wissen und Willen, Carlyles, ist darin wiedererkannt worden. Wem ich ins Ohr flüsterte, er solle sich eher nach einem Cesare Borgia als nach einem Parsifal umsehn, der traute seinen Ohren nicht.“

Neben dem Idealismus weist Nietzsche hier auch den Zusammenhang mit dem Darwinismus zurück. Wie jedoch beispielsweise Rüdiger Safranski argumentiert, finden sich in Nietzsches Schriften durchaus darwinistisch-biologistische Ansätze, oft verbunden mit Gedanken zur Eugenik. Bereits im Zarathustra vergleicht Nietzsche die Entwicklung vom Affen zum Menschen mit der Entwicklung vom Menschen zum Übermenschen. In einem Notizbuch von 1884 schrieb Nietzsche, dass man durch Züchtung und durch „Vernichtung von Millionen Mißrathener“ den „zukünftigen Menschen“ gestalten soll. In der Genealogie der Moral (1887) findet sich der Gedanke, dass die Menschheit als Masse dem Gedeihen einer einzelnen stärkeren Species Mensch geopfert werden könnte. Ziel sei es, eine Herrenkaste zu züchten, welche zur Herrschaft über Europa berufen sei. Schließlich spricht er in Ecce homo von der „Partei des Lebens“, welche die Höherzüchtung des Menschen und die Vernichtung alles „Entartenden“ und „Parasitischen“ in die Hand nimmt. Safranski schließt:

„Nietzsches Bild vom Übermenschen ist ambivalent, und es verbirgt sich darin ein existenzielles Drama. Der Übermensch repräsentiert einen höheren biologischen Typus, er könnte das Produkt einer zielstrebigen Züchtung sein; er ist aber auch ein Ideal für jeden, der Macht über sich selbst gewinnen und seine Tugenden pflegen und entfalten will, der schöpferisch ist und auf der ganzen Klaviatur des menschlichen Denkvermögens, der Phantasie und Einbildungskraft zu spielen weiß. Der Übermensch realisiert das Vollbild des Menschenmöglichen, und darum ist Nietzsches Übermensch auch eine Antwort auf den Tod Gottes.“

### Ewige Wiederkunft, Wille zur Macht und Nihilismus
Nietzsche verbindet vorerst den Gedanken des Willens zur Macht mit seiner Idee der Ewigen Wiederkunft. Der Gedanke der Ewigen Wiederkunft besagt, dass sich alle Ereignisse im Universum auf ewig wiederholen werden, da es eine unendlich lange Zeit gebe, jedoch eine nur endliche Zahl möglicher Zustände der Welt. Damit sind alle möglichen Zustände bereits eingetreten und der gegenwärtige Zustand stelle eine Wiederholung dar. Alles, was der Mensch erlebt, wurde also von diesem schon unendlich oft erlebt und wird ebenso unendlich oft wieder durchlebt werden. Diesen Gedanken zu denken, ist für Nietzsche das Schwerste. Erst wer fähig ist, ihn zu ertragen, d. h., in die Interpretation des eigenen Lebens zu integrieren, der beweist sich als Übermensch und überwindet somit den Nihilismus der Ewigen Wiederkunft. In einem Akt der gänzlichen Einverleibung identifiziert sich der Übermensch mit der Ewigen Wiederkunft.
Darüber hinaus besitzt der Übermensch auch einen Überschuss an Lebenskraft und Willen zur Macht, was ihn zu besonderer Selbstbeherrschung und Selbstentfaltung befähigt. Er stellt somit eine radikale Lebensbejahung als Gegenentwurf zum Nihilismus dar. Der Übermensch gilt deshalb als Überwinder des Nihilismus. Er ist der Schöpfer neuer (produktiverer) Werte, die er aus sich selbst bezieht und die anstelle der durch den Nihilismus zuvor zerstörten beziehungsweise verneinten transzendenten Werte (Gott, Religion, ewige und unbezweifelbare moralische und erkenntnistheoretische Dogmen) nunmehr eine immanente, dem Leben zugewandte und dem Leben dienliche Entsprechung finden.
Aus dieser Perspektive wäre der Übermensch somit nicht eine neue Gattung, welche auf den von Nietzsche sogenannten „Letzten Menschen“ folgt, sondern er geht aus dem einzelnen Menschen hervor, der sich selbst überwunden hat.

### Metaphysik-Kritik und der Begriff vom Übermenschen
Es bleibt zu ergänzen, dass die neuere philosophische Nietzsche-Interpretation über idealistische, biologistische oder existenzielle Tendenzen hinaus den Begriff des Übermenschen in den Zusammenhang von Nietzsches Erkenntnis- und Metaphysikkritik stellt. Demnach ist Nietzsches ganze Philosophie aus dem Blickwinkel seiner fundamentalen Kritik am „Allgemeinen“ zu verstehen. Demgegenüber wollte er das „Individuelle“ geltend machen, das in unserer vorherrschend platonisch geprägten Kultur des Denkens, in der Philosophie, den Wissenschaften und in der Ethik tendenziell ausgeklammert wird. Dies war auch schon die Grundlage von Nietzsches Moralkritik, denn in seiner Sichtweise stellt die verallgemeinernde Ethik Handlungen, Verhalten und Motive als „gleich“ dar, die in Wahrheit nicht gleich sind, d. h., sie unterdrückt gewaltsam das, was – nach Nietzsche – einzig wirklich ist, nämlich das Individuelle. Nietzsche stellt also einem historischen Empirismus einen – freilich ebenfalls radikal übersteigerten – Individualismus gegenüber.
Analog lässt sich der Begriff des Übermenschen verstehen als der Entwurf einer gedanklichen Welt, in dem menschliche Individuen nicht mehr unter allgemeinen und gleichmachenden Begriffen wie eben „Mensch“ verstanden werden müssen. Nietzsches Kritik lautet also, Individuen unter einen schematischen Begriff wie „Mensch“ zu subsumieren, mache diese auf ungerechtfertigte und gewaltsame Weise „gleich“, obwohl sie doch als Individuen eigentlich nicht auf einen gemeinsamen Nenner zu bringen seien, sondern sich vollständig voneinander unterschieden. Aus diesem freilich sehr selektiven Blickwinkel lässt sich auch verstehen, warum sich bei Nietzsche nirgends eine harte „Definition“ des Übermenschlichen findet, da der Begriff lediglich auf ein Ziel des Denkens deutet, das gerade nicht darin bestehen soll, eine neue „Gleichheit“ der Individuen unter einer bestimmten Definition zu definieren.

### Nationalsozialismus – Übermensch und „Untermensch“
Die biologistische und immoralistische Seite von Nietzsches Übermenschen-Konzeption bot dem Nationalsozialismus die Möglichkeit, seine Lehre mit der Herrenmenschen-Ideologie im Sinne des nationalsozialistischen Gesellschaftsmodells gleichzusetzen. Nietzsches Ablehnung des Nationalismus wurde von den Nationalsozialisten ignoriert. Maßgeblichen Anteil an dieser Interpretation hatte vor allem Nietzsches Schwester Elisabeth Förster-Nietzsche, die unter Einfluss ihres Gatten Bernhard Förster, eines radikalen Antisemiten, im Gegensatz zu Nietzsche selbst in einem Näheverhältnis zu national-völkischen Kreisen stand. Indessen ist der von den Nationalsozialisten verwendete Gegenbegriff Untermensch nirgends in Nietzsches Werken zu finden. Als Gegensatz zum Übermenschen beschreibt Zarathustra in Also sprach Zarathustra vielmehr den Letzten Menschen als lebensmüde, uninteressiert und lethargisch.

### Fiktion
Theodor Fontane benutzt den Begriff in seinem Roman Der Stechlin (1897), wo der alte Stechlin sagt: „Jetzt hat man statt des wirklichen Menschen den sogenannten Übermenschen etabliert; eigentlich gibt es aber bloß noch Untermenschen, und mitunter sind es gerade die, die man durchaus zu einem ‚Über‘ machen will. Ich habe von solchen Leuten gelesen und auch welche gesehn. Ein Glück, daß es, nach meiner Wahrnehmung, immer entschieden komische Figuren sind, sonst könnte man verzweifeln.“
Der amerikanische Schriftsteller Jack London schrieb seine Romane Der Seewolf und Martin Eden mit der Intention, das Übermenschen-Ideal und Nietzsches individualistische Philosophie zu kritisieren.
Das Wort „Übermensch“ (in der englischen Übersetzung superman) inspirierte die Amerikaner Jerry Siegel und Joe Shuster zu ihrer berühmten Comicfigur gleichen Namens. Im Januar 1933 veröffentlichten die beiden zunächst eine Kurzgeschichte mit dem Titel The Reign of the Superman (dt. Die Herrschaft des Übermenschen) im Fanzine Science Fiction: The Advance Guard of Future Civilization. In dieser ursprünglichen Version ist Superman kein Superheld, sondern ein glatzköpfiger Bösewicht, und ähnelt damit in Erscheinung und Ambitionen eher Lex Luthor, dem Gegenspieler des späteren Comichelden Superman: Er plant, mit Hilfe seiner übermenschlichen mentalen Fähigkeiten die Herrschaft über die Menschheit zu erlangen. Der Superman der seit 1938 in den Comics erscheint, hat jedoch inhaltlich nichts mit Nietzsches philosophischem Konzept zu tun hat: ER ist ein menschlich wirkender Außerirdischer, der zwar übermenschliche Körperkräfte und phantastische Fähigkeiten besitzt, aber vehement traditionelle moralische Werte verteidigt, vor allem den Schutz der Schwachen vor Schurken und Katastrophen. Er ist also gerade nicht jenseits von gut und böse im Sinne des Nihilismus. Nach 1945 wurde in den Comics aber auch das Problem verhandelt, wie sich ein weit überlegenes Wesen in eine demokratische Gesellschaft einpassen kann.
Fantasy und Science-Fiction handeln immer wieder von Übermenschen, verstanden als menschliche Wesen mit übermenschlichen körperlichen und geistigen Fähigkeiten. Ein frühes Beispiel ist etwa im Roman Slan von A. E. von Vogt zu finden. Gerade in der amerikanischen Comicliteratur herrscht dabei im Gegensatz zu Nietzsche ein moralisches Erzählmotiv vor, wonach die große Macht solcher Wesen auch große Verantwortung für andere Menschen mit sich bringen muss. Ein entsprechender Ausspruch wurde durch den Comicautoren Stan Lee populär gemacht. Innerhalb der Geschichte werden oft Kunstworte eingeführt, um diese Wesen von gewöhnlichen Menschen abzugrenzen etwa Metamensch oder Metawesen (oft kurz Meta). Ursachen für das Auftreten von Personen mit besonderen Fähigkeiten sind dabei manchmal außerirdische Herkunft (z. B. Superman), medizinische Versuche (z. B. der Grüne Kobold), Unfälle (z. B. The Flash), Einwirkung von Göttern (z. B. Wonder Woman), Zucht (z. B. der Kwisatz Haderach aus den Dune-Romanen) oder auch Mutation (z. B. die X-Men; als Homo Sapiens Superior bilden sie eine eigene Art der Gattung Homo).

## Albert Schweitzer
Albert Schweitzer hat den Begriff des Übermenschen in seiner Auseinandersetzung mit der Kulturphilosophie in den 1920er Jahren benutzt, um sich kritisch gegen die menschliche Hybris insbesondere beim Einsatz von Großtechnologien zu wenden:

„Macht über die Kräfte der Natur ist eine Errungenschaft der zur Ausbildung gekommenen Kultur. Der Kulturmensch, der sie erworben hat, kann sie gebrauchen. Daß aber der Neoprimitive von der Kultur das Geistige verwirft und das durch das Geistige geschaffene Materielle beibehält und also in primitiver Mentalität, als verstünde sich dies von selbst, über die von Kulturmenschen erworbene Übermenschen-Macht verfügen will, ist etwas Ungeheuerliches. […] Das ist, wie wenn man das Steuer eines Ozeandampfers einem, der einen Einbaum lenkte, anvertrauen wollte, einem, der seinen mit einem kleinen Segel ausgestatteten Einbaum lenkte.“

In seiner Nobelpreisrede im Jahr 1954 hat er den Begriff nochmals in gleicher Weise eingesetzt:

„Der Übermensch leidet aber an einer verhängnisvollen geistigen Unvollkommenheit. Er bringt die übermenschliche Vernünftigkeit, die dem Besitz übermenschlicher Macht entsprechen sollte, nicht auf. […] Was uns eigentlich zu Bewußtsein kommen sollte und schon längst zuvor hätte kommen sollen, ist dies, daß wir als Übermenschen Unmenschen geworden sind.“

## Leo Trotzki
Der sowjetische Revolutionär Leo Trotzki entwarf in seiner Schrift Literatur und Revolution (1924) die Machbarkeitsphantasie eines „neuen Menschen“: Durch die Fortschritte in Bildung, Erziehung, Eugenik und Medizin werde es sich der „Mensch zur Aufgabe machen, seiner eigenen Gefühle Herr zu werden, seine Instinkte auf den Gipfel des Bewusstseins zu heben, sie durchsichtig klar zu machen, Leitungsfäden vom Willen unter die Schwelle des Bewusstseins zu führen und sich selber damit auf eine höhere Stufe zu bringen, also einen höherstehenden gesellschaftlich-biologischen Typus oder, wenn man will, einen Übermenschen zu schaffen“.

## Der spirituelle Übermensch bei Sri Aurobindo
In der Evolutionsphilosophie Sri Aurobindos (1872–1950) ist der Mensch ein Übergangswesen, bei dem die Entwicklung nicht stehen bleiben wird. Einen vergleichbaren Gedanken finden wir heute im „Pop-akademischen Diskurs“, wo seit einigen Jahren von einem „Anthropozän“ gesprochen wird. Allerdings hält Sri Aurobindo es für einen großen Fehler, im Hinblick auf eine zukünftige Entwicklung den Menschen bloß linear fortzudenken, d. h. als weiterhin mentales Wesen mit gesteigerten Fähigkeiten, oder gar als dominanten Herrenmenschen.
Vielmehr solle der Mensch durch einen Bewusstseinswandel über sich und sein mentales Denken hinauswachsen und über mehrere Zwischenstufen ein „supramentales“ Wahrheitsbewusstsein erreichen, das er auch „Gnosis“ nennt. Dieser „Aufstieg“ wird ergänzt durch eine seelische Entwicklung, d. h. eine intensive Verbindung zur Herzebene, die sicherstellt, dass das neue Wesen Werten der Liebe, Harmonie, Schönheit und Wahrheit verbunden ist. Sri Aurobindo glaubt, dass die Evolution in einem langfristigen Prozess unweigerlich in Richtung auf dieses ganzheitliche Bewusstsein fortschreiten werde, wobei der Mensch mittels des integralen Yoga die Möglichkeit habe, die individuelle und kollektive Entwicklung zu beschleunigen.
Sri Aurobindo war gut vertraut mit Nietzsches Schriften und würdigt den mutigen Ansatz des deutschen Philosophen, über den Menschen hinaus zu denken. Er bescheinigt ihm, dass er einige brillante Intuitionen hatte, grenzt sich jedoch deutlich ab von allen Gedanken, die in Richtung Asura, Herrenmensch, führen. Sein Superman soll ein Wesen der Liebe sein, das – frei von Ego – im Einklang mit der höchsten Wahrheit handelt.